# Acid Queen
Acid Queen is het tweede soloalbum van Tina Turner. Het werd in 1975 uitgebracht bij United Artists in Nederland. Het was het laatste album waarop ze samenwerkte met haar man Ike Turner van wie ze scheidde in 1976 en daarmee de Ike & Tina Turner Revue verliet.
De titel Acid Queen komt van Tina Turners rol in de filmversie van The Who's klassieke rockopera Tommy. Aan deze film van Ken Russell werkten onder andere mee: Elton John, Eric Clapton, Jack Nicholson en Ann-Margret.
Kant A van de originele vinyluitgave bestaat uit rockcovers. De titel track, Acid Queen, is een cover van Pete Townshend. De overige covers zijn; Under My Thumb en Let's Spend the Night Together van de Rolling Stones, I Can See for Miles van The Who en Whole Lotta Love van Led Zeppelin.
Kant B bevat nummers die geschreven zijn door Ike Turner en ook mede door hem zijn geproduceerd. Het nummer Baby Get It On was de allerlaatste hitsingle voor Ike & Tina Turner. Andere singles afkomstig van dit album zijn Whole Lotta Love en Acid Queen die begin 1976 uitkwamen.
Het nummer Acid Queen is uitgekomen in twee versies, een album- en de soundtrackversie. De versie op de soundtrack duurt 3:50, die op het album 3:00. De soundtrackversie staat op de compilatiealbums The Collected Recordings - Sixties to Nineties (1994), Tina!: Her Greatest Hits (2008) en The Platinum Collection (2009). Hoewel het officieel een solonummer van Tina Turner is, is het nummer ook op enkele Ike & Tina Turner-compilaties te vinden. Een daarvan is Proud Mary: The Best of Ike & Tina Turner (1991).
Het album Acid Queen is zowel op vinyl als op cd heruitgegeven met verschillende hoesontwerpen. In Nederland werd dit gedaan door Disky Communications, een dochteronderneming van EMI Group.

## Nummers
Kant A:
1. Under My Thumb (Mick Jagger, Keith Richards) – 3:20
2. Let's Spend the Night Together (Jagger, Richards) – 2:53
3. Acid Queen (Pete Townshend) – 3:00
4. I Can See for Miles (Townshend) – 2:52
5. Whole Lotta Love (Bonham, Dixon, Jones, Page, Plant) – 5:24

Kant B:
1. Baby Get It On (Ike & Tina Turner) (Ike Turner) – 5:32
2. Bootsy Whitelaw (Turner) – 5:06
3. Pick Me Tonight (Turner) – 3:11
4. Rockin' and Rollin' (Turner) – 4:00

### Cd (1991)
De eerste uitgave van het album op cd bevat drie extra nummers. Deze zijn afkomstig van de Ike & Tina Turner-albums The Hunter en Outta Season.
1. Under My Thumb (Jagger, Richards) – 3:22
2. Let's Spend the Night Together (Jagger, Richards) – 2:54
3. Acid Queen (Townshend) – 3:01
4. I Can See for Miles (Townshend) – 2:53
5. Whole Lotta Love (Bonham, Dixon, Jones, Page, Plant) – 5:24
6. Baby Get It On (Ike & Tina Turner) (Turner) – 5:34
7. Bootsy Whitelaw (Turner) – 5:06
8. Pick Me Tonight (Turner) – 3:13
9. Rockin' and Rollin' (Turner) – 4:02
10. I Know (Ike & Tina Turner) (Barbara George) – 3:22
11. Crazy 'Bout You Baby (Ike & Tina Turner) (Williamson) – 3:26
12. I've Been Loving You Too Long (Ike & Tina Turner) (Otis Redding, Jerry Butler) – 3:55